# 審慎

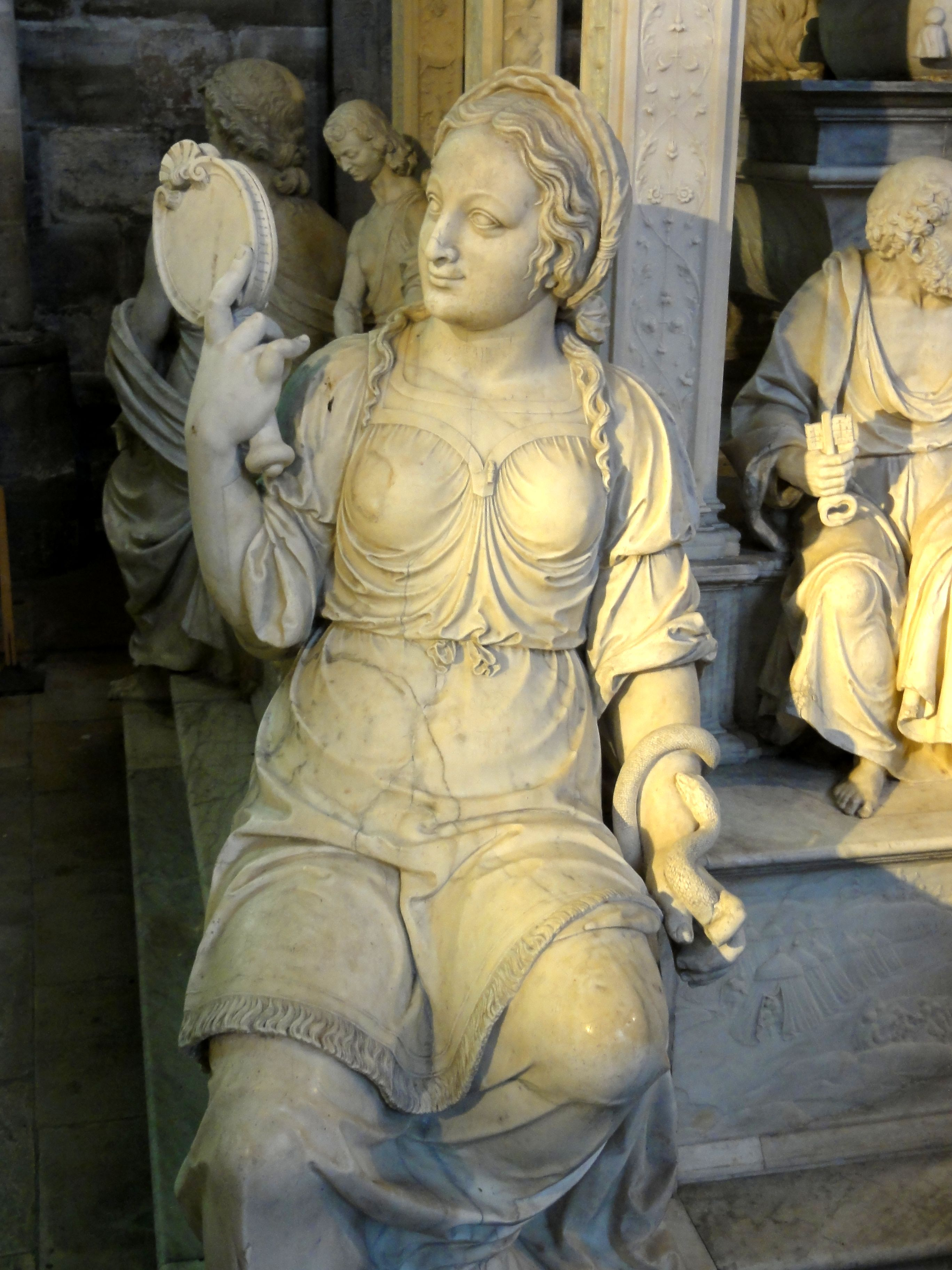
「審慎」（Prudentia）作為美德的擬人化形象雕塑，作為聖但尼聖殿法國國王路易十二紀念碑的組成部份。在此，寓含象徵意義的鏡子和蛇也是這個擬人化形象的重要組成。

審慎（英語：Prudence；拉丁語：prudentia，簡稱自 providentia），是透過理性來管理和約束自己的行為。 在多種文化中，它被視作一種美德；在古羅馬文化中，它的擬人化形象經常被與正義女神的形象做連結。
英語 Prudence 一詞源自古法語詞彙 prudence，後者又源於拉丁語詞彙 prudentia，有“遠見、睿智”等含義。它經常被與智慧、洞察力和知識等概念聯繫在一起。
在這種情況下，如果能很好地辨別善惡行為，那就是擁有美德。這不僅體現在一般意義上，而且在給定時間和地點的適當行為方面。儘管審慎本身不執行任何行動，而僅與知識有關。區分什麼時候行為是勇敢的，而不是魯莽或懦弱，是一種謹慎的行為，因此它被歸類為主要（關鍵）美德。
在現代英語中，這個詞越來越成為謹慎的同義詞。從這個意義上說，謹慎指的是不願承擔風險，對於不必要的風險來說，這仍然是一種美德，但是，當不合理地擴展為過度謹慎時，就會變成懦弱。
在《尼各馬可倫理學》中，亞里士多德對這類美德 phronesis（古希臘語：ϕρόνησις）進行了冗長的描述，傳統上被翻譯為“謹慎”，儘管隨著這個詞已經不再常用，這變得越來越成問題。近來 ϕρόνησις 被翻譯為“實踐智慧”、“實踐判斷”或“理性選擇”等概念。
審慎是在特定的個案中採取適當行動的能力，考慮到與能動者可以知道的情況相關的所有因素、目標和洞察力。柏拉圖從埃斯庫羅斯那裡繼承了四大基本美德的思想，用智慧代替了其虔誠（古希臘語：εὐσέβεια，羅馬化：eusébeia），根據各別解釋，也可以理解為有智慧的聰明。馬庫斯·圖留斯·西塞羅在這些基本美德中將謹慎與智慧聯繫在一起。康德將審慎從道德功能中徹底解放出來。他認為這是一種關於促進自身福祉的方法的實用知識。